# Café Stefanie

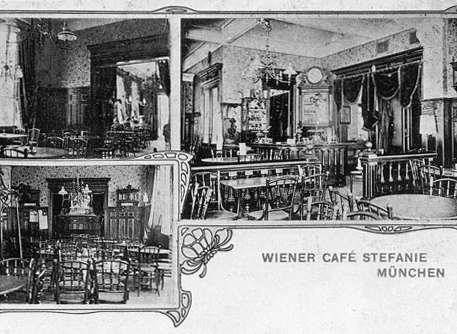
Postkarte des Cafés um 1900

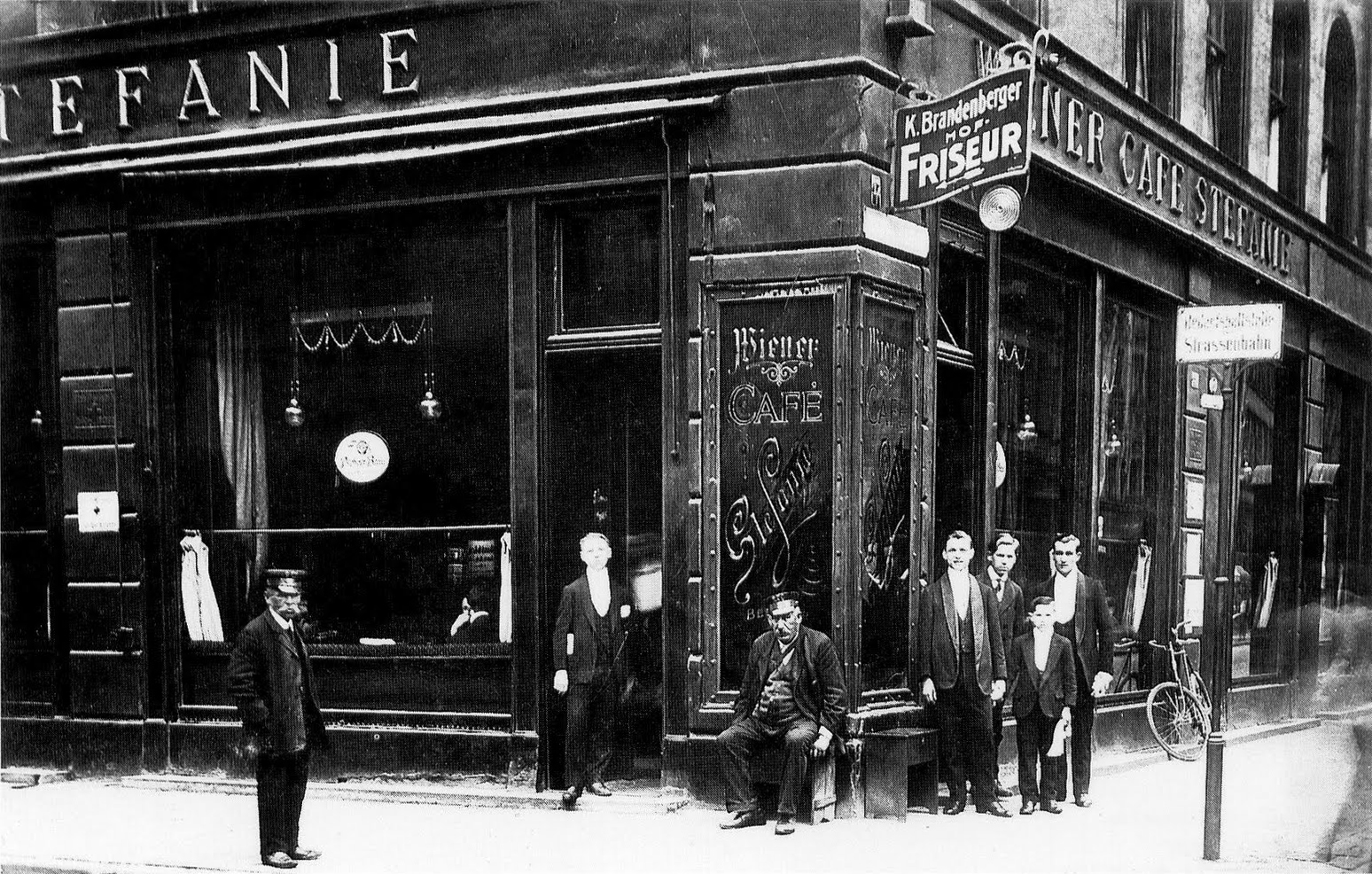
Café Stefanie 1905

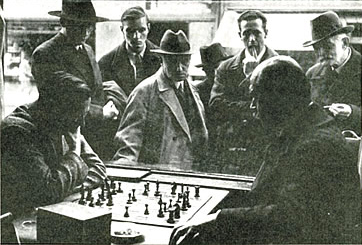
Schachspieler im Café Stefanie

Das Wiener Café Stefanie war an der Wende zum 20. Jahrhundert ein Künstlerlokal in München an der Ecke Amalienstraße/Theresienstraße in der Maxvorstadt.
Es war  ein Treffpunkt für die Schwabinger Bohème und lag in der Nähe der Kabaretts Simplicissimus und „Die Elf Scharfrichter“. Neben dem Café des Westens in Berlin und dem Café Griensteidl in Wien war es einer der wichtigsten Künstlertreffpunkte und wurde wie diese „Café Größenwahn“ genannt.
Damals war es eines der wenigen Lokale in München, die bis drei Uhr geöffnet sein durften.
Stammgäste beziehungsweise regelmäßige Gäste während ihrer München-Aufenthalte waren:
Johannes R. Becher, Hanns Bolz, Hans Carossa, Theodor Däubler, Kurt Eisner, Hanns Heinz Ewers, Leonhard Frank, Oskar Maria Graf, Otto Gross, Emmy Hennings, Arthur Holitscher, Eduard Graf von Keyserling, Paul Klee, Alfred Kubin, Gustav Landauer, Heinrich Mann, Gustav Meyrink, Erich Mühsam, Max Nonnenbruch, Erwin Piscator, Franziska zu Reventlow, Alexander Roda Roda, Ernst Toller, B. Traven und Frank Wedekind. Das Oberhaupt der Stammgäste war Major August Hoffmann von Vestenhof, an seinem Schachtisch im Nebensaal rechts hinten versammelten sich alle zu den Partien. Auch der Wiener Schriftsteller Peter Altenberg war zeitweilig unter den Gästen.
Das Lokal wurde im Zweiten Weltkrieg zerstört.
Ein Teil des Mobiliars des Café Stefanie steht heute im „Turmstüberl“ des Valentin-Karlstadt-Musäums.
Das Café Stefanie ist Thema des gleichnamigen 1912 entstandenen Gedichtes von Johannes R. Becher, in dem mehrere prominente Stammgäste wie Erich Mühsam und Franz Jung namentlich benannt werden.